# آقای قرن بیستم
آقای قرن بیستم فیلمی به کارگردانی و نویسندگی سیامک یاسمی محصول سال ۱۳۴۳ است.

## خلاصه داستان
داش حبیب، که با مادر بیمارش زندگی می‌کند، کارش کف زنی و رسیدگی به مستمندان است...

## بازیگران
- پوران
- محمدعلی فردین
- رفیع حالتی
- پرخیده
- مینا
- فریدون نریمان
- اکبر خواجوی
- عبداله محمدی
- داریوش اسدزاده
- عزیزی
- محمد حقی
- علی آشتیانی